# Caravana (expedició)

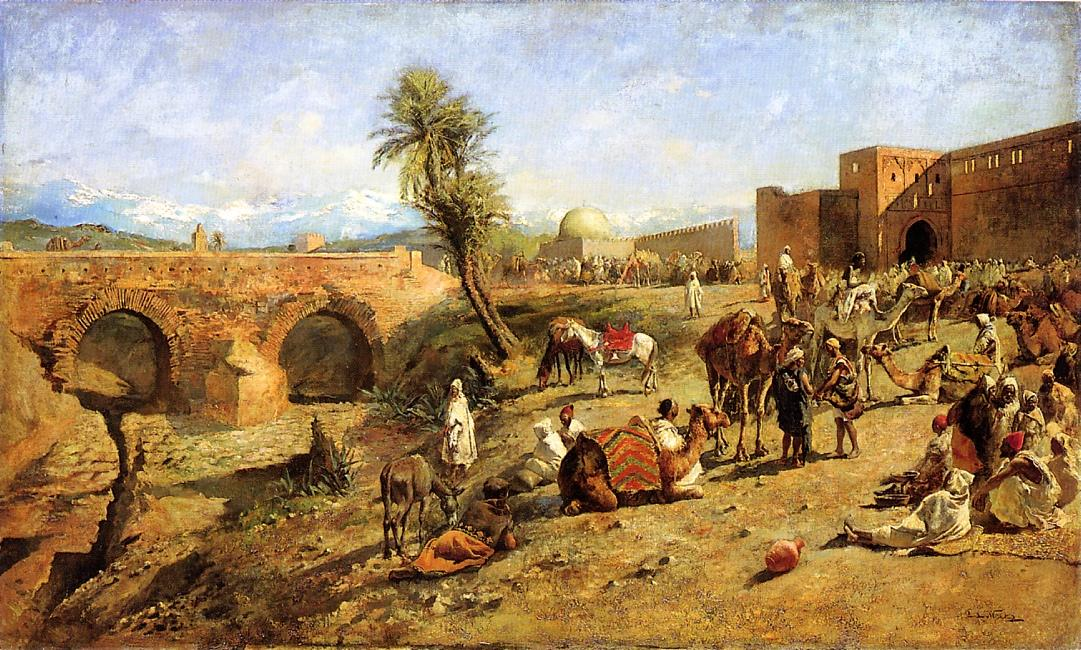
Una caravana en arribar a la ciutat de Marroco

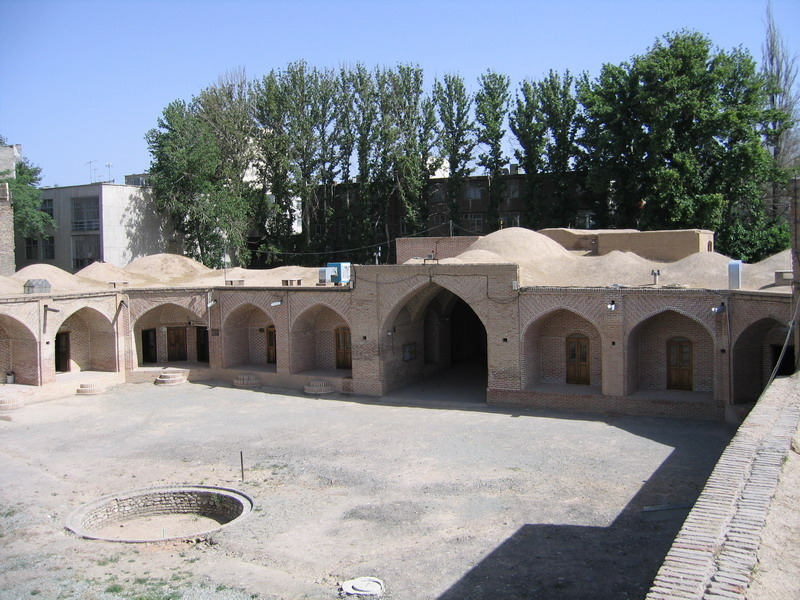
Caravanserrall de Karaj, a l'Iran, època safàvida

Una caravana és una colla de viatgers, sovint junta amb un comboi de transport de mercaderies, en terres hostils o poc còmodes per a traversar sol. Etimològicament prové del persa kārau̯ān i es refereix a un grup nombrós de viatgers, mercaders o pelegrins, que es reuneixen per a fer una llarga travessia, generalment pel desert. Les caravanes més arquetípiques són les dels nòmades del desert, amb una llarga sèrie de camells o dromedaris, que van parant en els oasis. A l'orient, aprofitaven una xarxa de caravanserralls situats al fi de cada etapa com lloc segur de descans, de proveïment i de negocis. Per extensió, la paraula s'utilitza per una llarga corrua de vehicles que progressa molt a poc a poc a les carreteres, o per al seguici publicitari de cursos ciclistes.

## La caravana a les arts
La caravana va inspirar múltiples obres d'art en la música, la lliteratura i les arts plàstiques:
- El poema simfònic d'Aleksandr Borodín En les estepes de l'Àsia central descriu l'arribada d'una caravana i la trobada pacífica amb soldats russos.[5]
- Caravana: terres de llum, obra poètica II, (1982) poemes de Miquel Escudero i Clavaguera[6]
- La Caravana de la poesia: 42 escales des de l'illa de Gorée fins a la mítica Tumbuctú, (2002) de Josep Noguerol Mulet[7]
- Assalt de la diligència: un quadre de Francisco de Goya que representa com un grup de lladres assalten una caravana